# 彼得·邦德拉
彼得·邦德拉（1968年2月7日—），斯洛伐克男子冰球运动员。他曾代表斯洛伐克参加1998年和2006年冬季奥林匹克运动会冰球比赛，分别获得第十名和第五名。